# Antal Csengery

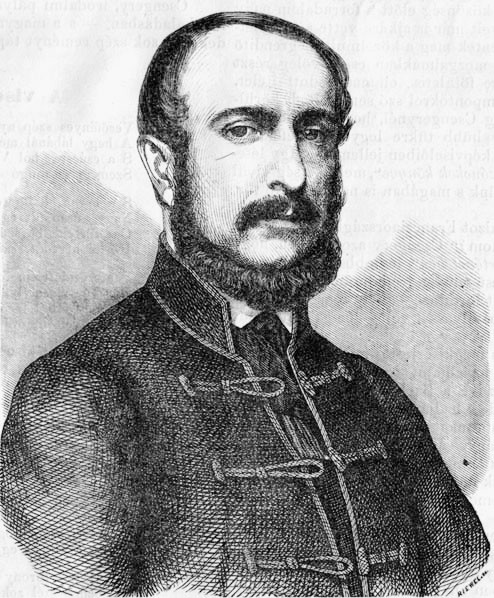
Antal Csengery.

Antal Csengery, född 2 juni 1822 i Nagyvárad, död 13 juli 1880 i Budapest, var ungersk politiker och författare.
Csengery inträdde 1845 i redaktionen av den liberala tidningen "Pesti hirlap", följde den nationella regeringen 1848 till Debrecen och var en kort tid ministerialråd. Åren 1857–69 redigerade han den av honom uppsatta "Budapesti szemle" (Budapestrevyn) , var en av stiftarna av den ungerska hypoteksbanken och fungerade såsom dess direktör till sin död. Sedan 1861 var han ledamot av ungerska riksdagen och en av de mest inflytelserika medlemmarna i Ferenc Deáks parti. Hans historiska skrifter gav honom ledamotskap av Ungerska akademien. Hans samlade arbeten utgavs 1884 i fem band.